# Castrum Puerorum
Castrum Puerorum  Parmi les garnisons militaires présentes à la Mauritanie césarienne . Il est actuellement situé à les Andalouses ,est la wilaya d'Oran.

## Toponymie
Le nom de Castrum Puerorum Il signifie littéralement "camp des garçons" . 

## Histoire
Cette station est mentionnée avec précision dans le récit de voyage du Pseudo-Scylax , tandis que Pline et le Dr Shaw n'offrent que peu de certitudes. La découverte de Déméter, déesse grecque de l'agriculture, indique que la région était agricole et que les soldats s'y livraient certainement aux travaux agricoles pendant l'hiver et en temps de paix, ou commandaient des esclaves puniques  .